# Teatermuseet i Hofteatret
Teatermuseet i Hofteatret holder til på Christiansborgs ridebane. Museet beskæftiger sig med dansk teaterhistorie. Teatermuseet blev grundlagt i 1912 af en privat kreds af teaterinteresserede. Under Robert Neiiendams ledelse flyttede det i 1922 ind i det gamle Hofteater.
Museet søger at dokumentere historien om det professionelle teater gennem indsamling af billeder, breve, kostumer, rekvisitter og modeller af teaterbygninger og scenografier. Hofteatret er selv en del af museumsudstillingen, da publikum har fri adgang til at gå rundt i hele teaterbygningen.
Teatersalen bruges også til forskellige arrangementer som oplæsning, foredrag, koncerter og mindre gæsteskuespil. Fjernsynsprogrammet Det Nye Talkshow - med Anders Lund Madsen transmitteres live fra Hofteatret. I foråret 2011 opførte Grønnegårds Teatret stykket Ludvig på Hofteatret.

## Hofteatret
Københavns Slot havde et teater, men da Christiansborg skulle opføres, blev teatret udeladt af den stærkt religiøse og pietistiske bygherre, Christian 6.. Siden begyndte Christian 7. at få opført forestillinger i spisesalen og til tider deltog han endda selv som skuespiller. Det udviklede sig så man i 1766 besluttede at indrette et egentligt slotsteater. Et rum, som var opført som seletøjslager over staldene i den østlige ridebanefløj, blev nu ombygget til teatersal. Rummet blev indrettet af arkitekten Nicolas-Henri Jardin og indviet i januar 1767. Der kendes hverken billeder eller detaljerede beskrivelser af det. Rummet var tænkt til at blive brugt til både teater og balsal, og derfor kunne teatrets skrå brædder gøres lige.
I 1842 blev teatret ombygget i biedermeier stilen, og det røde logeteater kan ses i dag. Det kom efterhånden til at fungere som anneksscene til Det Kongelige Teater og i 1881 blev det lukket på grund af nye brandregulativer, og det meste af inventaret blev solgt. En overgang fungerede lokalet som møbellager. Der var overvejelser om at ombygge det til "Talescene" for 600.000 kr, men brandsikkerheden var et problem.

## Direktører
- 1767-1770: Conrad Holck
- 1770-1772: Enevold Brandt
- 1774-1784: Under Det Kongelige Teater
- 1784-1842: Kongelig råderet over teatret
- 1842-1854: Italienske Opera-selskaber
- 1855-1857: Hans Wilhelm Lange
- 1857-1881: Kongelig råderet over teatret
- 1881-1922: Lukket
- Siden 1922: Underlagt Teatermuseet i Hofteatret